# Barbara Wood (scrittrice)
Barbara Wood, nota anche con lo pseudonimo di Kathryn Harvey (Warrington, 30 gennaio 1947), è una scrittrice britannica naturalizzata statunitense, autrice principalmente di romanzi rosa e al tempo stesso avventurosi, ambientati spesso in mete turistiche.
I suoi romanzi (oltre 20), pubblicati a partire dalla seconda metà degli anni settanta, sono stati tradotti in una trentina di lingue diverse e hanno venduto più di dieci milioni di copie in tutto il mondo. Da alcuni di essi sono stati inoltre tratti film TV di produzione tedesca.

## Biografia
Barbara Wood è nata a Warrington, nella contea inglese del Lancashire (ora Cheshire), il 30 gennaio 1947.
All'età di sette anni si è trasferita assieme ai genitori in California.
Prima di dedicarsi alla letteratura ha svolto vari lavori, tra cui quello di infermiera per circa dieci anni.
Nel 1976 ha pubblicato il suo primo racconto.
Nel 2002 si è aggiudicata il premio letterario internazionale Corine per il suo romanzo Terra sacra (Sacred Ground).

## Opere
- Hounds and Jackals (1978)
- The Magdalene Scrolls (1978)
- Curse this House (1978)
- Yesterday's Child (1979)
- Night Trains (1979)
- Childsong (1981)
- The Watch Gods (1981)
- Domina (1983)
- Vital Signs (1985)
- Soul Flame (1987)
- Verde città nel sole  (Green City in the Sun, 1988)
- Butterfly (1989; con lo pseudonimo Kathryn Harvey[2])
- The Gifts of Peace (1990)
- The Dreaming (1991)
- Vergini del Paradiso  (Virgins of Paradise, 1993)
- Stars (1993; con lo pseudonimo Kathryn Harvey[2])
- La profetessa (The Prophetess, 1996)
- Perfect Harmony (1998)
- Terra sacra (Sacred Ground, 2001)
- The Blessing Stone (2003)
- La stella di Babilonia  (Star of Babylon, 2005)
- Private Entrance (2005; con lo pseudonimo Kathryn Harvey[2])
- Woman of a Thousand Secrets (2008)
- This Golden Land (2010)
- The Divining (2012)
- The serpent and the staff (2013)

## Premi e riconoscimenti
- Premio dei lettori di Weltblid al Corine Literature Prize per Sacred Ground (2002)

## Adattamenti televisivi
Dai romanzi di Barbara Wood sono stati tratti i seguenti film per la televisione:
- Herzflimmern (dal romanzo Vital Signs; 1998)
- Barbara Wood: Traumzeit (dal romanzo The Dreaming; 2001)
- Barbara Wood - Spiel des Schicksals (2002)
- Barbara Wood - Lockruf der Vergangenheit (2004)
- L'anello dello straniero (Barbara Wood - Das Haus der Harmonie, 2005)
- Barbara Wood: Sturmjahre (2007)
- Barbara Wood - Karibisches Geheimnis (2009)